# Olorotitan
Olorotitan (nghĩa là Thiên nga khổng lồ) là một chi khủng long, được Godefroit Bolotsky & Alifanov mô tả khoa học năm 2003.